# Weltausstellung der Photographie
Die Weltausstellung der Photographie war ein Projekt verschiedener Museen, Städte und Vereine, das 1964 umgesetzt wurde. Das Thema war: Was ist der Mensch? Das Projekt wurde 1968 noch einmal wiederholt und nannte sich dann 2. Weltausstellung der Photographie.
Ausgewählte Fotografien wurden in einem Bildband vereinigt. Das Vorwort zu diesem Band schrieb Heinrich Böll.  

## Konzept
Auf die von Karl Pawek aufgeworfene Frage Was ist der Mensch? wurden von den beteiligten Fotografen mit Bildern von Menschen aus aller Welt in allen möglichen Situationen Antworten gesucht bzw. gegeben. Diese wurden in dem konservativen Konzept der Ausstellung zu Kapiteln zusammengefasst. Federführend organisiert wurden die Weltausstellungen von Karl Pawek.

## Liste teilnehmender Museen, Vereine etc.
- Stedelijk Museum Amsterdam
- Kunsthalle Basel
- Akademie der Künste Berlin
- Kunsthalle Bern
- Städtische Kunstgalerie Bochum
- Städtische Kunstsammlung Bonn
- Ausstellungshallen auf der Mathildenhöhe Darmstadt
- Museum am Ostwall Dortmund
- Kunstverein für die Rheinlande und Westfalen Düsseldorf

## Buch
Das Buch zur Ausstellung war 12 Wochen lang im Jahr 1965 auf dem Platz 1 der Spiegel-Bestsellerliste.